# 太仓直隶州

太仓州在江苏省的位置（1820年）

太仓直隶州是清代江苏省的一个直隶州，在今江苏省苏州市、南通市及上海市境内，辛亥革命后废除。
在明代，太仓州隶属于南直隶苏州府。清朝雍正二年（1724年），太仓州升格为直隶州。同时因人口、赋税繁多，而增设县份：分太仓州北部设镇洋县（同城而治）；分嘉定县设宝山县（次年县治定为吴淞所城），因此太仓直隶州下辖镇洋县、嘉定县、宝山县、崇明县四县。辖区范围基本上相当于今日苏州市辖太仓市全境、上海市苏州河以北各区县（除北岸狭长地带属于上海县）及黄浦江以东的浦东新区高桥镇、南通市辖启东市南部（当时属崇明县）。
清代考评繁，疲，难。宣统三年（1911年），辛亥革命爆发。同年11月，江苏巡抚程德全在苏州宣布江苏独立。11月17日（九月二十七日），苏军都督府颁布《暂行地方制》，“同城州县均截并为一”。民国元年（1912年）1月，江苏临时省议会议决，江苏都督府通令颁布《江苏暂行地方制》，各地废府、州，并县、厅，太仓直隶州废除。